# Dorisco
Dorisco, dal greco Doriskos, fu un'antica città della Tracia, caposaldo persiano fatto costruire da re Dario I nel 512 a.C.
Geograficamente posizionata sulla costa ovest del fiume Evros venne utilizzata come postazione avanzata in territorio europeo durante l'espansione persiana per agevolare le spedizioni nella penisola ellenica.
Sconfitti dai Greci, l'impero persiano abbandonò l'Europa e Dorisco cadde nelle mani delle tribù dell'entroterra.